# International Fellowship of Reconciliation
L'International Fellowship of Reconciliation – IFOR (en français Mouvement international de la réconciliation – MIR) est un mouvement non violent et interreligieux. Il est issu de la promesse que se sont faite en août 1914, sur un quai de la gare de Cologne, deux pacifistes protestants, le quaker anglais Henry Hodgkin (1877-1933) et le théologien luthérien allemand Friedrich Siegmund-Schultze (1885-1969), de ne pas participer à la Première Guerre mondiale qui venait d'éclater. 

## Mouvement international non violent

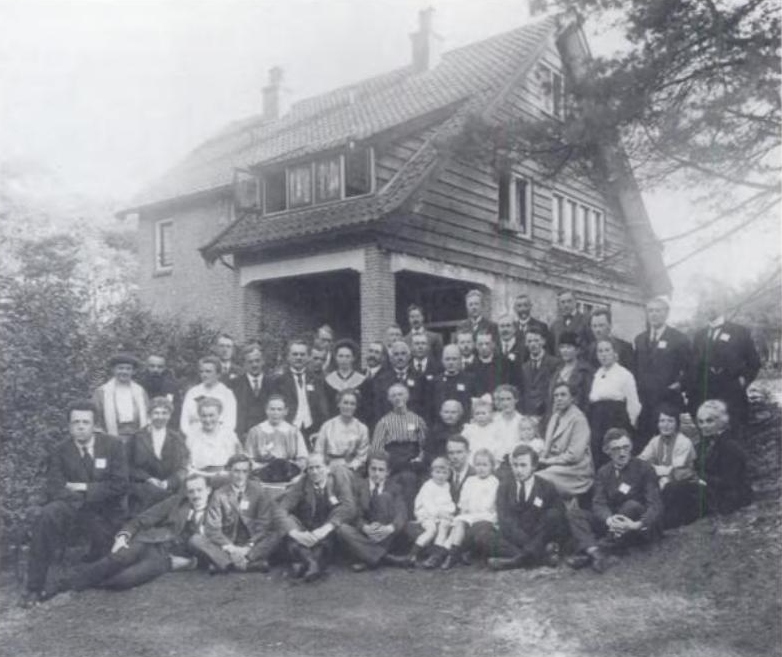
La rencontre de 1919 à Bilthoven

Dès 1915, des associations nationales portant le même nom sont créées en Angleterre et aux États-Unis. L'internationale (IFOR) est fondée en 1919 à Bilthoven, aux Pays-Bas. La branche française est fondée en 1923 à Paris sous le nom « Mouvement international de la Réconciliation ». 
Les premiers membres de l'IFOR appartenaient surtout aux Églises protestantes et particulièrement aux Églises traditionnellement pacifistes comme les quakers et les mennonites. Le mouvement s'est ensuite ouvert aux catholiques puis, dans les années 1970, à l'occasion de la création de branches en Asie et au Moyen-Orient, à des membres de différentes religions (juifs, musulmans, bouddhistes). Lilian Stevenson (1870-1960), qui a participé à la réunion fondatrice du mouvement aux Pays-Bas, écrit que « le mot intraduisible de Fellowship a un sens plus mystique que le terme de Mouvement. Il s'applique à une compagnie de gens qui se sentent en communion les uns avec les autres et forment une famille spirituelle ».
Né contre la Première Guerre mondiale, l'IFOR se définit d'abord, comme un mouvement chrétien pacifiste. La rencontre de plusieurs de ses membres avec Gandhi conduisit le mouvement à se déclarer non violent dès les années 1920. 
Le mouvement est aujourd'hui présent dans une cinquantaine de pays. 
Son siège est à Utrecht, Pays-Bas et sa présidente d'honneur est Hildegard Goss-Mayr. L'IFOR dispose d'un statut consultatif auprès de l'ECOSOC de l'ONU et auprès de l'UNESCO. Elle est membre de la Coordination internationale pour la décennie de la culture de paix et de non-violence.

## Présidents
- Al Hassler
- Diana Francis 1984-1992
- Marie-Pierre Bovy 1992-1996
- Akadim Chikandamina 1996-2000
- Virginia Baron 2000-2002
- Jonathan Sisson 2002-2006
- Jan Schaacke 2006-2010
- Hansuli Gerber 2010-2014
- Davorka Lovrekovic 2014-

## Prix Nobel de la paix
Six membres de l'IFOR ont reçu le prix Nobel de la paix : 
- 1931 : Jane Addams
- 1946 : Emily Greene Balch
- 1960 : Albert Luthuli
- 1964 : Martin Luther King
- 1976 : Mairead Corrigan Maguire
- 1980 : Adolfo Pérez Esquivel